# Crenella pellucida
Crenella pellucida är en musselart som först beskrevs av John Gwyn Jeffreys 1859.  Crenella pellucida ingår i släktet Crenella och familjen blåmusslor. Inga underarter finns listade i Catalogue of Life.